# Georgi Bogdanow
Georgi Bogdanow (bułg. Георги Богданов, ur. 1879 w Wełes, zm. 12 czerwca 1939 w Sofii) – bułgarski anarchista i rewolucjonista. Był członkiem organizacji Gemidži i uczestnikiem kampanii terroru w Salonikach w 1903. Uważany jest za etnicznego Macedończyka w Macedonii Północnej.

## Życiorys
Urodził się w Wełes, w Imperium Osmańskim (dzisiejsza Macedonia Północna). Ukończył szkołę podstawową w swoim rodzinnym mieście i kontynuował naukę w Salonikach w szkole Św. Cyryla i Metodego. W liceum spotkał się z grupą anarchistyczną Gemidži i został jej członkiem. W ramach organizacji uczestniczył w zamachach w Salonikach w 1903 i odpowiadał za wybuch bomby w restauracji Noja.
Był jednym z Gemidziitów, którzy zostali aresztowani i postawieni przed specjalnym sądem wojskowym. Wraz z Pawłem Szatewem, Marko Bosznakowem i Milanem Arsowem zostali skazani na śmierć, wyrok później złagodzono na karę dożywotniego pozbawienia wolności, który odbywali się w więzieniu w Salonikach. Następnie zesłani zostali do Afryki, a po rewolucji młodotureckiej ułaskawieni. Bogdanow powrócił wraz z Pawłem Szatewem do osmańskiej Macedonii. Zabrali oni ze sobą czaszki zmarłych na wygnaniu Milana Arsowa i Marko Bosznakowa.
W 1914 Bogdanow dołączył do Komitetu Deserterów w Armii Bułgarskiej, który sprzeciwiał się uczestnictwu Bułgarów w armii serbskiej podczas I wojny światowej. Z okazji 15. rocznicy powstania ilindeńskiego  w Macedonii w 1918 otrzymał Order Świętego Aleksandra.
Po wojnie z rodziną przeniósł się do Bułgarii, gdzie pracował jako urzędnik. Zmarł 12 czerwca 1939 w Sofii.